# Igreja de São José (Milão)
A Igreja de São José é uma igreja católica romana de estilo barroco em Milão, região da Lombardia, Itália .
A construção foi iniciada em 1607 e concluída em 1630. O arquiteto foi Francesco Maria Richini .  O lado direito da igreja dá para a Via Andegari. Parece que o título da rua vem do nome de uma família conhecida como “Andegardi".

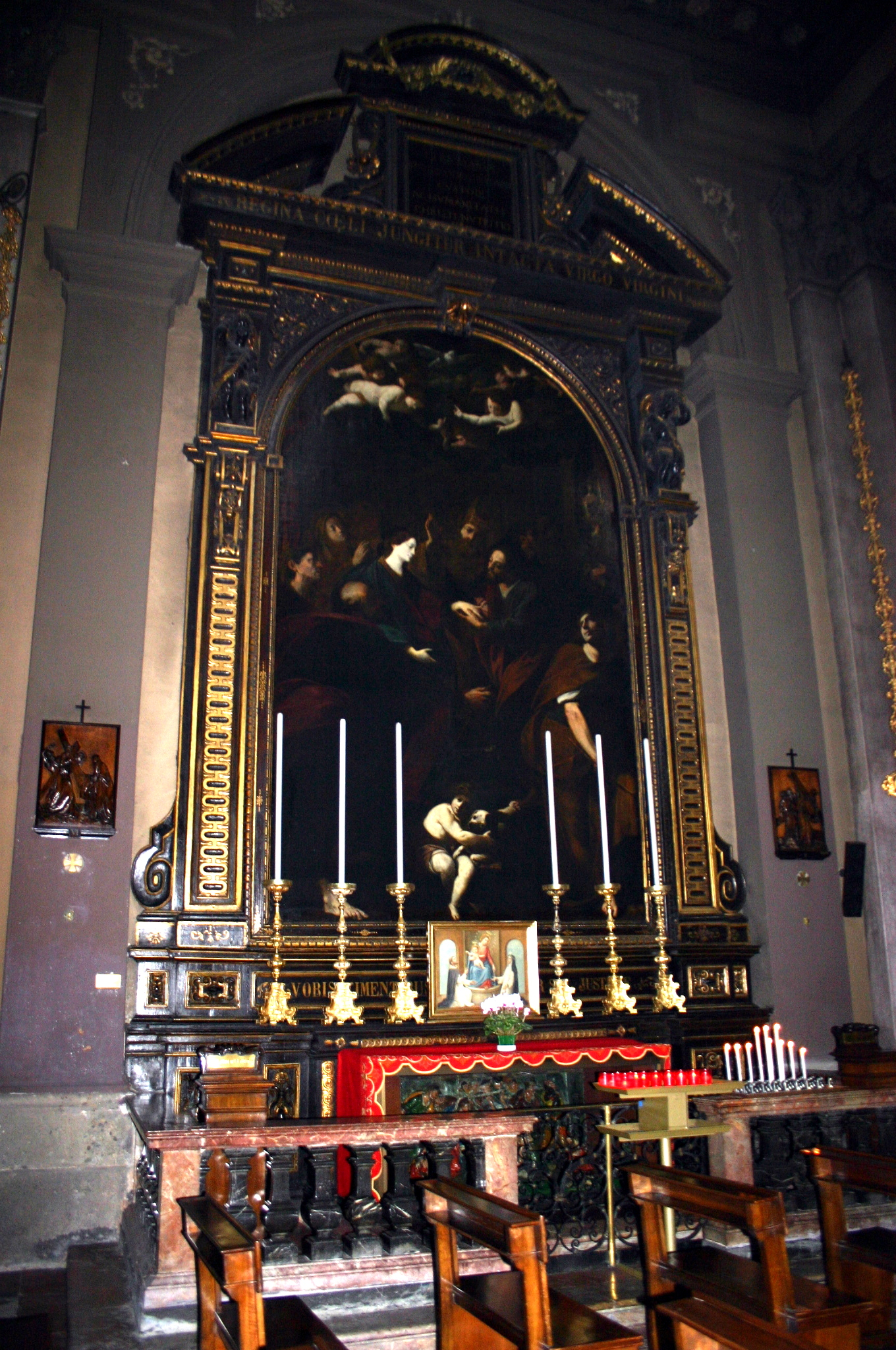
Casamento de São José e da Virgem Maria

O interior contém grandes retábulos representando o Casamento de São José e a Virgem Maria de Melchiorre Gherardini ; a Morte de São José, de Giulio Cesare Procaccini ; a Sagrada Família de Andrea Lanzani ; e São João Batista de Stefano Montalti . 